# Incidente di Denshawāī
L'Incidente di Denshawāī è il nome dato a un fatto di sangue e di proditoria violenza avvenuto il 13 giugno 1906 tra ufficiali britannici e contadini egiziani nel villaggio di Denshawāī (in arabo دنشواي‎?), vicino Tanta, nel delta del Nilo.

Si pensa che l'incidente abbia costituito un momento altamente qualificante del peggioramento vistoso dei rapporti tra la potenza occupante e l'opinione pubblica egiziana, sempre più insofferente della crescente e prepotente ingerenza britannica nelle questioni egiziane.
La disputa cominciò con tre ufficiali britannici che sparavano ai piccioni, ferendo gravemente per errore una donna egiziana. Infuriati, gli abitanti del villaggio attaccarono gli ufficiali con spade e forconi ed essi risposero aprendo il fuoco sui contadini, causando un alto numero di feriti prima di scappar via. Dei tre fuggitivi britannici, uno patì un colpo di calore durante la fuga e morì.
Di fronte ai segni inequivocabili del crescente nazionalismo egiziano, gli ufficiali britannici ritennero opportuno mostrare i loro muscoli e "dare un esempio" agli abitanti del villaggio coinvolti nell'omicidio. Molti abitanti di Denshawāī furono quindi incarcerati, diciassette furono condannati al carcere o alla fustigazione e altri quattro furono condannati alla pena capitale. Questa iniqua decisione infiammò gli animi degli egiziani di sentimenti nazionalisti e patriottici, specialmente in quelli dei militanti del Partito Nazionale di Mustafa Kamil, che si recò per protestare a Londra presso il Primo ministro Sir Henry Campbell-Bannerman, chiedendo la rimozione di Lord Cromer e la concessione di maggior libertà all'Egitto.

## L'incidente
Il 13 giugno 1906, cinque ufficiali delle forze britanniche d'occupazione, col loro interprete e un ufficiale di polizia, si recarono a Denshawāī per la caccia ai piccioni. Spararono tuttavia, in mancanza di quelli selvatici, ai colombi che tradizionalmente erano allevati un po' in tutto l'Egitto e, nel caso particolare, dagli abitanti del villaggio, facendo infuriare i loro proprietari che si vedevano così privati della loro piccola fonte di reddito e di un apporto proteico non trascurabile alla loro scarna dieta alimentare. Gli ufficiali aprirono allora il fuoco sui contadini esasperati, ferendone cinque, di entrambi i sessi, e per buona misura incendiarono il granaio di un certo ʿAbd el-Nebī.
ʿAbd el-Nebī, la cui moglie era stata ferita seriamente, percosse uno degli ufficiali con un bastone. Fu raggiunto dall'anziano Ḥassān Maḥfūẓ, i cui piccioni erano stati uccisi. Altri contadini gettarono pietre agli ufficiali e due di essi (irlandesi) e gli altri tre (inglesi), deposero le loro armi, assieme agli orologi e ai soldi che avevano, senza che questo facesse calmare gli inferociti contadini.

Due ufficiali scapparono e uno riuscì a contattare i comandi dell'esercito britannico, ma l'altro morì per un colpo di calore a qualche distanza dal villaggio. Un contadino egiziano che tentava di aiutarlo fu ucciso dai soldati che sopraggiungevano. Nel frattempo gli anziani del villaggio erano intervenuti, riuscendo a far tornare la calma, dicendo ai restanti due soldati che avevano il permesso di riguadagnare le loro basi.

## La reazione ufficiale britannica
Il giorno successivo all'incidente, l'esercito di Sua Maestà britannica arrestò 52 contadini, compresi ʿAbd el-Nebī, Hassān Maḥfūẓ, un uomo di nome Darwīsh e un altro chiamato Zahrān. Nel processo sommario che fu svolto, in cui i giudici erano in gran parte britannici, Ḥassān, Darwīsh, Zahrān e un altro imputato furono condannati a morte per l'omicidio del militare ucciso dal colpo di sole. Uno dei giudici era Butros Ghali Pascià, nonno del futuro Segretario dell'ONU Boutros Boutros-Ghali. ʿAbd el-Nebī e un altro abitante del villaggio ebbero l'ergastolo e altri 26 ebbero condanne a pesanti pene detentive, ai lavori forzati e alla fustigazione. Fu stabilito che gli ufficiali erano stati "ospiti" dei contadini del villaggio e che non avevano commesso alcunché di male o di sbagliato.
Hassān fu impiccato davanti alla sua stessa abitazione. Darwīsh disse dal patibolo:
“Possa Dio compensarci bene per questo mondo insensato, per questo mondo d'ingiustizia, per questo mondo di crudeltà”.
La polizia egiziana che accompagnò i soldati nel villaggio non confermò la storiella dell'"ospitalità" e dell'"aggressione" immotivata dei contadini. Uno testimoniò invece che, dopo che la moglie di ʿAbd el-Nebī era stata colpita dalle armi da fuoco britanniche, gli ufficiali avevano aperto il fuoco due volte ancora contro la folla. Per la sua testimonianza fu arrestato e una corte di disciplina lo condannò a due anni di carcere e a 50 frustate.

## Conseguenze
La decisione della corte britannico-egiziana infiammò l'opinione pubblica sia nel Regno Unito sia in Egitto, che chiamò in causa morale il tribunale e la legittimità della sua decisione, specialmente la sua minoritaria componente egiziana che fu definita "anti-patriottica".
Guy Aldred, che nel 1907 aveva paragonato l'esecuzione di Madan Lal Dhingra con l'immunità concessa agli ufficiali britannici coinvolti in quell'incidente, fu condannato a 12 mesi di lavoro duro per la pubblicazione del suo "The Indian Sociologist".

## Commento
George Bernard Shaw condannò con parole di crudo sarcasmo quanto avvenuto e, 50 anni più tardi, il notissimo giornalista egiziano Muhammad Hassaneyn Haykal disse: “i piccioni di Denshawāī sono tornati a casa arrosto”, per descrivere la disfatta strategica anglo-egiziana a Suez, dopo la crisi militare, intervenuta a seguito della nazionalizzazione del Canale di Suez nel 1956.
"L'impiccagione di Zahrān" è un poema di Salah Abd el-Sabur sull'incidente, e Nagui Riyad realizzò un film intitolato "Friend of Life", basato sul poema.